# Natation aux Jeux olympiques de 2004, résultats détaillés
 (novembre 2016).
 (novembre 2016).
Si vous disposez d'ouvrages ou d'articles de référence ou si vous connaissez des sites web de qualité traitant du thème abordé ici, merci de compléter l'article en donnant les références utiles à sa vérifiabilité et en les liant à la section « Notes et références ».
Cette page présente les résultats masculins détaillés des épreuves de natation aux Jeux olympiques d'été de 2004.

## Nage libre

### 50 mètres nage libre hommes
| Rang | Pays           | Athlète              | Temps   |
| ---- | -------------- | -------------------- | ------- |
| 1    | États-Unis     | Gary Hall Jr.        | 21 s 93 |
| 2    | Croatie        | Duje Draganja        | 21 s 94 |
| 3    | Afrique du Sud | Roland Mark Schoeman | 22 s 02 |
| 4    | Suède          | Stefan Nystrand      | 22 s 08 |
| 5    | États-Unis     | Jason Lezak          | 22 s 11 |
| 6    | Australie      | Brett Hawke          | 22 s 18 |
| 7    | Ukraine        | Oleksandr Wolynets   | 22 s 26 |
| 8    | Algérie        | Salim Iles           | 22 s 37 |

### 50 mètres nage libre femmes
| Rang | Pays       | Athlète            | Temps   |
| ---- | ---------- | ------------------ | ------- |
| 1    | Pays-Bas   | Inge de Bruijn     | 24 s 58 |
| 2    | France     | Malia Metella      | 24 s 89 |
| 3    | Australie  | Lisbeth Lenton     | 24 s 91 |
| 4    | Suède      | Therese Alshammar  | 24 s 93 |
| 5    | États-Unis | Kara Lynn Joyce    | 25 s 00 |
| 6    | Australie  | Michelle Engelsman | 25 s 06 |
| 7    | États-Unis | Jenny Thompson     | 25 s 11 |
| 8    | Italie     | Flavia Cazziolato  | 22 s 37 |

### 100 mètres nage libre hommes
| Rang      | Pays           | Athlète                   | Temps   |
| --------- | -------------- | ------------------------- | ------- |
| 1         | Pays-Bas       | Pieter van den Hoogenband | 48 s 17 |
| 2         | Afrique du Sud | Roland Schoeman           | 48 s 23 |
| 3         | Australie      | Ian Thorpe                | 48 s 56 |
| 4         | Afrique du Sud | Ryk Neethling             | 48 s 63 |
| 5         | Italie         | Filippo Magnini           | 48 s 99 |
| 6         | Croatie        | Duje Draganja             | 49 s 23 |
| 7 ex æquo | Algérie        | Salim Iles                | 49 s 30 |
| 7 ex æquo | Russie         | Andrei Kapralov           | 49 s 30 |

### 100 mètres nage libre femmes
| Rang | Pays        | Athlète                 | Temps   |
| ---- | ----------- | ----------------------- | ------- |
| 1    | Australie   | Jodie Henry             | 53 s 84 |
| 2    | Pays-Bas    | Inge de Bruijn          | 54 s 16 |
| 3    | États-Unis  | Natalie Coughlin        | 54 s 40 |
| 4    | France      | Malia Metella           | 54 s 50 |
| 5    | États-Unis  | Kara Lynn Joyce         | 54 s 54 |
| 6    | Grèce       | Nery Mantey Niangkouara | 54 s 81 |
| 7    | Slovaquie   | Martina Moravcova       | 55 s 12 |
| 8    | Biélorussie | Alena Popchanka         | 55 s 24 |

### 200 mètres nage libre hommes
| Rang | Pays        | Athlète                   | Temps         |
| ---- | ----------- | ------------------------- | ------------- |
| 1    | Australie   | Ian Thorpe                | 1 min 44 s 71 |
| 2    | Pays-Bas    | Pieter van den Hoogenband | 1 min 45 s 23 |
| 3    | États-Unis  | Michael Phelps            | 1 min 45 s 32 |
| 4    | États-Unis  | Klete Keller              | 1 min 46 s 13 |
| 5    | Australie   | Grant Hackett             | 1 min 46 s 56 |
| 6    | Canada      | Rick Say                  | 1 min 47 s 55 |
| 7    | Royaume-Uni | Simon Burnett             | 1 min 48 s 02 |
| 8    | Italie      | Emiliano Brembilla        | 1 min 48 s 40 |

### 200 mètres nage libre femmes
| Rang | Pays       | Athlète               | Temps         |
| ---- | ---------- | --------------------- | ------------- |
| 1    | Roumanie   | Camelia Potec         | 1 min 58 s 03 |
| 2    | Italie     | Federica Pellegrini   | 1 min 58 s 22 |
| 3    | France     | Solenne Figuès        | 1 min 58 s 45 |
| 4    | Pologne    | Paulina Barzycka      | 1 min 58 s 62 |
| 5    | Allemagne  | Franziska van Almsick | 1 min 58 s 88 |
| 6    | États-Unis | Dana Vollmer          | 1 min 58 s 98 |
| 7    | Chine      | Jiaying Pang          | 1 min 59 s 16 |
| 8    | Suède      | Josefin Lillhage      | 1 min 59 s 20 |

### 400 mètres nage libre hommes
| Rang | Pays       | Athlète               | Temps         |
| ---- | ---------- | --------------------- | ------------- |
| 1    | Australie  | Ian Thorpe            | 3 min 43 s 10 |
| 2    | Australie  | Grant Hackett         | 3 min 43 s 36 |
| 3    | États-Unis | Klete Keller          | 3 min 44 s 11 |
| 4    | États-Unis | Larsen Jensen         | 3 min 46 s 08 |
| 5    | Italie     | Massimiliano Rosolino | 3 min 46 s 25 |
| 6    | Russie     | Yuri Prilukov         | 3 min 46 s 69 |
| 7    | Grèce      | Spyrídon Yanniótis    | 3 min 48 s 77 |
| 8    | Japon      | Takeshi Matsuda       | 3 min 48 s 96 |

### 400 mètres nage libre femmes
| Rang | Pays        | Athlète            | Temps         |
| ---- | ----------- | ------------------ | ------------- |
| 1    | France      | Laure Manaudou     | 4 min 05 s 34 |
| 2    | Pologne     | Otylia Jędrzejczak | 4 min 05 s 84 |
| 3    | États-Unis  | Kaitlin Sandeno    | 4 min 06 s 19 |
| 4    | Roumanie    | Camelia Potec      | 4 min 06 s 34 |
| 5    | Japon       | Ai Shibata         | 4 min 07 s 51 |
| 6    | Japon       | Sachiko Yamada     | 4 min 10 s 91 |
| 7    | Australie   | Linda Mackenzie    | 4 min 10 s 92 |
| 8    | Royaume-Uni | Rebecca Cooke      | 4 min 11 s 35 |

### 800 mètres nage libre femmes
| Rang | Pays        | Athlète          | Temps         |
| ---- | ----------- | ---------------- | ------------- |
| 1    | Japon       | Ai Shibata       | 8 min 24 s 54 |
| 2    | France      | Laure Manaudou   | 8 min 24 s 96 |
| 3    | États-Unis  | Diana Munz       | 8 min 26 s 61 |
| 4    | États-Unis  | Kalyn Keller     | 8 min 26 s 97 |
| 5    | Espagne     | Erika Villaécija | 8 min 29 s 04 |
| 6    | Royaume-Uni | Rebecca Cooke    | 8 min 29 s 37 |
| 7    | Allemagne   | Jana Henke       | 8 min 33 s 95 |
| 8    | Roumanie    | Simona Paduraru  | 8 min 37 s 02 |

### 1500 mètres nage libre hommes
| Rang | Pays        | Athlète            | Temps          |
| ---- | ----------- | ------------------ | -------------- |
| 1    | Australie   | Grant Hackett      | 14 min 43 s 40 |
| 2    | États-Unis  | Larsen Jensen      | 14 min 45 s 29 |
| 3    | Royaume-Uni | David Davies       | 14 min 45 s 95 |
| 4    | Russie      | Yuri Prilukov      | 14 min 52 s 48 |
| 5    | Grèce       | Spyrídon Yanniótis | 15 min 03 s 69 |
| 6    | Royaume-Uni | Graeme Smith       | 15 min 09 s 71 |
| 7    | Roumanie    | Dragos Coman       | 15 min 10 s 21 |
| 8    | Australie   | Craig Stevens      | 15 min 13 s 66 |

### 4 × 100 mètres nage libre hommes
| Rang      | Pays           | Athlète                                                                      | Temps         |
| --------- | -------------- | ---------------------------------------------------------------------------- | ------------- |
| 1         | Afrique du Sud | Roland Mark Schoeman, Lyndon Ferns, Darian Townsend, Ryk Neethling           | 3 min 13 s 17 |
| 2         | Pays-Bas       | Johan Kenkhuis, Mitja Zastrow, Klaas-Erik Zwering, Pieter van den Hoogenband | 3 min 14 s 36 |
| 3         | États-Unis     | Ian Crocker, Michael Phelps, Neil Walker, Jason Lezak                        | 3 min 14 s 62 |
| 4 ex æquo | Italie         | Lorenzo Vismara, Filippo Magnini, Michele Scarica, Christian Galenda         | 3 min 15 s 75 |
| 4 ex æquo | Russie         | Andrei Kapralov, Evgeny Lagunov, Denis Pimankov, Aleksandr Popov             | 3 min 15 s 75 |
| 6         | Australie      | Michael Klim, Todd Pearson, Eamon Sullivan, Ian Thorpe                       | 3 min 15 s 77 |
| 7         | France         | Romain Barnier, Julien Sicot, Fabien Gilot, Frédérick Bousquet               | 3 min 16 s 23 |
| 8         | Allemagne      | Jens Schreiber, Lars Conrad, Torsten Spanneberg, Stefan Herbst               | 3 min 17 s 18 |

### 4 × 100 mètres nage libre femmes
| Rang | Pays        | Athlète                                                                     | Temps         |
| ---- | ----------- | --------------------------------------------------------------------------- | ------------- |
| 1    | Australie   | Alice Mills, Lisbeth Lenton, Petria Thomas, Jodie Henry                     | 3 min 35 s 94 |
| 2    | États-Unis  | Kara Lynn Joyce, Natalie Coughlin, Amanda Weir, Jenny Thompson              | 3 min 36 s 39 |
| 3    | Pays-Bas    | Chantal Groot, Inge Dekker, Marleen Veldhuis, Inge de Bruijn                | 3 min 37 s 59 |
| 4    | Allemagne   | Antje Buschschulte, Petra Dallmann, Daniela Götz, Franziska van Almsick     | 3 min 37 s 94 |
| 5    | France      | Solenne Figuès, Céline Couderc, Aurore Mongel, Malia Metella                | 3 min 40 s 23 |
| 6    | Royaume-Uni | Melanie Marshall, Kathryn Evans, Karen Pickering, Lisa Chapman              | 3 min 40 s 82 |
| 7    | Suède       | Josefin Lillhage, Johanna Sjöberg, Therese Alshammar, Anna-Karin Kammerling | 3 min 41 s 22 |
| 8    | Chine       | Jiaru Cheng, Yanwei Xu, Yu Yang, Yingwen Zhu                                | 3 min 42 s 90 |

### 4 × 200 mètres nage libre hommes
| Rang | Pays        | Athlète                                                                        | Temps         |
| ---- | ----------- | ------------------------------------------------------------------------------ | ------------- |
| 1    | États-Unis  | Michael Phelps, Ryan Lochte, Peter Vanderkaay, Klete Keller                    | 7 min 07 s 33 |
| 2    | Australie   | Grant Hackett, Michael Klim, Nicholas Sprenger, Ian Thorpe                     | 7 min 07 s 46 |
| 3    | Italie      | Emiliano Brembilla, Massimiliano Rosolino, Simone Cercato, Filippo Magnini     | 7 min 11 s 83 |
| 4    | Royaume-Uni | Simon Burnett, Gavin Meadows, David O'Brien, Ross Davenport                    | 7 min 12 s 60 |
| 5    | Canada      | Brent Hayden, Brian Johns, Andrew Hurd, Rick Say                               | 7 min 13 s 33 |
| 6    | Allemagne   | Jens Schreiber, Heiko Hell, Lars Conrad, Christian Keller                      | 7 min 16 s 51 |
| 7    | France      | Amaury Leveaux, Fabien Horth, Nicolas Kintz, Nicolas Rostoucher                | 7 min 17 s 43 |
| 8    | Grèce       | Apostolos Antonopoulos, Dimitrios Manganas, Andreas Zisimos, Nikolaos Xylouris | 7 min 23 s 02 |

### 4 × 200 mètres nage libre femmes
| Rang | Pays        | Athlète                                                                      | Temps         |
| ---- | ----------- | ---------------------------------------------------------------------------- | ------------- |
| 1    | États-Unis  | Natalie Coughlin, Carly Piper, Dana Vollmer, Kaitlin Sandeno                 | 7 min 53 s 42 |
| 2    | Chine       | Yingwen Zhu, Yanwei Xu, Yu Yang, Jiaying Pang                                | 7 min 55 s 97 |
| 3    | Allemagne   | Franziska van Almsick, Petra Dallmann, Antje Buschschulte, Hannah Stockbauer | 7 min 57 s 35 |
| 4    | Australie   | Alice Mills, Elka Graham, Shayne Reese, Petria Thomas                        | 7 min 57 s 40 |
| 5    | Royaume-Uni | Melanie Marshall, Georgina Lee, Caitlin McClatchey, Karen Pickering          | 7 min 59 s 11 |
| 6    | Espagne     | Tatiana Rouba, Melissa Caballero, Arantxa Ramos, Erika Villaécija            | 8 min 02 s 11 |
| 7    | Brésil      | Joanna Melo, Monique Ferreira, Mariana Brochado, Paula Ribeiro               | 8 min 05 s 29 |
| 8    | Suède       | Josefin Lillhage, Ida Mattsson, Malin Svahnström, Lotta Wanberg              | 8 min 08 s 34 |

## Brasse

### 100 mètres brasse hommes
| Rang | Pays        | Athlète            | Temps         |
| ---- | ----------- | ------------------ | ------------- |
| 1    | Japon       | Kosuke Kitajima    | 1 min 00 s 08 |
| 2    | États-Unis  | Brendan Hansen     | 1 min 00 s 25 |
| 3    | France      | Hugues Duboscq     | 1 min 00 s 88 |
| 4    | États-Unis  | Mark Gangloff      | 1 min 01 s 17 |
| 5    | Kazakhstan  | Vladislav Polyakov | 1 min 01 s 34 |
| 6    | Royaume-Uni | James Gibson       | 1 min 01 s 36 |
| 7    | Royaume-Uni | Darren Mew         | 1 min 01 s 66 |
| 8    | Ukraine     | Oleh Lisohor       | 1 min 02 s 42 |

### 100 mètres brasse femmes
| Rang  | Pays       | Athlète             | Temps         |
| ----- | ---------- | ------------------- | ------------- |
| 1     | Chine      | Xuejuan Luo         | 1 min 06 s 64 |
| 2     | Australie  | Brooke Hanson       | 1 min 07 s 15 |
| 3     | Australie  | Leisel Jones        | 1 min 07 s 16 |
| 4     | États-Unis | Amanda Beard        | 1 min 07 s 44 |
| 5     | Allemagne  | Sarah Poewe         | 1 min 07 s 53 |
| 6     | États-Unis | Tara Kirk           | 1 min 07 s 59 |
| 7     | Ukraine    | Svitlana Bondarenko | 1 min 08 s 19 |
| disq. | Chine      | Qi Hui              |               |

### 200 mètres brasse hommes
| Rang  | Pays       | Athlète            | Temps         |
| ----- | ---------- | ------------------ | ------------- |
| 1     | Japon      | Kosuke Kitajima    | 2 min 09 s 44 |
| 2     | Hongrie    | Dániel Gyurta      | 2 min 10 s 80 |
| 3     | États-Unis | Brendan Hansen     | 2 min 10 s 87 |
| 4     | Italie     | Paolo Bossini      | 2 min 11 s 20 |
| 5     | Kazakhstan | Vladislav Polyakov | 2 min 11 s 76 |
| 6     | Canada     | Michael Brown      | 2 min 11 s 94 |
| 7     | États-Unis | Scott Usher        | 2 min 11 s 95 |
| disq. | Australie  | Jim Piper          |               |

### 200 mètres brasse femmes
| Rang | Pays       | Athlète          | Temps         |
| ---- | ---------- | ---------------- | ------------- |
| 1    | Ukraine    | Yana Klochkova   | 2 min 11 s 14 |
| 2    | États-Unis | Amanda Beard     | 2 min 11 s 70 |
| 3    | Zimbabwe   | Kirsty Coventry  | 2 min 12 s 72 |
| 4    | Hongrie    | Agnes Kovacs     | 2 min 13 s 58 |
| 5    | Allemagne  | Teresa Rohmann   | 2 min 13 s 70 |
| 6    | Australie  | Lara Carroll     | 2 min 13 s 74 |
| 7    | États-Unis | Katie Hoff       | 2 min 13 s 97 |
| 8    | Roumanie   | Beatrice Caslaru | 2 min 15 s 40 |

## Dos

### 100 mètres dos hommes
| Rang | Pays       | Athlète           | Temps   |
| ---- | ---------- | ----------------- | ------- |
| 1    | États-Unis | Aaron Peirsol     | 54 s 06 |
| 2    | Autriche   | Markus Rogan      | 54 s 35 |
| 3    | Japon      | Tomomi Morita     | 54 s 36 |
| 4    | États-Unis | Lenny Krayzelburg | 54 s 38 |
| 5    | Australie  | Matt Welsh        | 54 s 52 |
| 6    | Hongrie    | Laszlo Cseh       | 54 s 61 |
| 7    | Allemagne  | Steffen Driesen   | 54 s 63 |
| 8    | Allemagne  | Marco di Carli    | 55 s 27 |

### 100 mètres dos femmes
| Rang | Pays       | Athlète            | Temps         |
| ---- | ---------- | ------------------ | ------------- |
| 1    | États-Unis | Natalie Coughlin   | 1 min 00 s 37 |
| 2    | Zimbabwe   | Kirsty Coventry    | 1 min 00 s 50 |
| 3    | France     | Laure Manaudou     | 1 min 00 s 88 |
| 4    | Japon      | Reiko Nakamura     | 1 min 01 s 05 |
| 5    | Espagne    | Nina Zhivanevskaya | 1 min 01 s 12 |
| 6    | Allemagne  | Antje Buschschulte | 1 min 01 s 39 |
| 7    | Danemark   | Louise Ørnstedt    | 1 min 01 s 51 |
| 8    | États-Unis | Haley Cope         | 1 min 01 s 76 |

### 200 mètres dos hommes
| Rang | Pays        | Athlète       | Temps         |
| ---- | ----------- | ------------- | ------------- |
| 1    | États-Unis  | Aaron Peirsol | 1 min 54 s 95 |
| 2    | Autriche    | Markus Rogan  | 1 min 57 s 35 |
| 3    | Roumanie    | Razvan Florea | 1 min 57 s 56 |
| 4    | Royaume-Uni | James Goddard | 1 min 57 s 76 |
| 5    | Royaume-Uni | Gregor Tait   | 1 min 58 s 28 |
| 6    | Japon       | Tomomi Morita | 1 min 58 s 40 |
| 7    | France      | Simon Dufour  | 1 min 58 s 49 |
| 8    | Slovénie    | Blaz Medvesek | 2 min 00 s 06 |

### 200 mètres dos femmes
| Rang | Pays        | Athlète             | Temps         |
| ---- | ----------- | ------------------- | ------------- |
| 1    | Zimbabwe    | Kirsty Coventry     | 2 min 09 s 19 |
| 2    | Russie      | Stanislava Komarova | 2 min 09 s 72 |
| 3    | Allemagne   | Antje Buschschulte  | 2 min 09 s 88 |
| 3    | Japon       | Reiko Nakamura      | 2 min 09 s 88 |
| 5    | États-Unis  | Margaret Hoelzer    | 2 min 10 s 70 |
| 6    | Danemark    | Louise Ørnstedt     | 2 min 11 s 15 |
| 7    | Royaume-Uni | Katy Sexton         | 2 min 12 s 11 |
| 8    | Japon       | Aya Terakawa        | 2 min 12 s 90 |

## Papillon

### 100 mètres papillon hommes
| Rang | Pays       | Athlète            | Temps   |
| ---- | ---------- | ------------------ | ------- |
| 1    | États-Unis | Michael Phelps     | 51 s 25 |
| 2    | États-Unis | Ian Crocker        | 51 s 29 |
| 3    | Ukraine    | Andriy Serdinov    | 51 s 36 |
| 4    | Allemagne  | Thomas Rupprath    | 52 s 27 |
| 5    | Russie     | Igor Marchenko     | 52 s 32 |
| 6    | Brésil     | Gabriel Mangabeira | 52 s 34 |
| 7    | Croatie    | Duje Draganja      | 52 s 46 |
| 8    | Australie  | Geoff Huegill      | 52 s 56 |

### 100 mètres papillon femmes
| Rang | Pays        | Athlète            | Temps   |
| ---- | ----------- | ------------------ | ------- |
| 1    | Australie   | Petria Thomas      | 57 s 72 |
| 2    | Pologne     | Otylia Jędrzejczak | 57 s 84 |
| 3    | Pays-Bas    | Inge de Bruijn     | 57 s 99 |
| 4    | Australie   | Jessicah Schipper  | 58 s 22 |
| 5    | États-Unis  | Jenny Thompson     | 58 s 72 |
| 6    | Slovaquie   | Martina Moravcova  | 58 s 96 |
| 7    | Biélorussie | Alena Popchanka    | 59 s 06 |
| 8    | Japon       | Junko Onishi       | 59 s 83 |

### 200 mètres papillon hommes
| Rang | Pays        | Athlète            | Temps         |
| ---- | ----------- | ------------------ | ------------- |
| 1    | États-Unis  | Michael Phelps     | 1 min 54 s 04 |
| 2    | Japon       | Takashi Yamamoto   | 1 min 54 s 56 |
| 3    | Royaume-Uni | Stephen Parry      | 1 min 55 s 52 |
| 4    | Pologne     | Pawel Korzeniowski | 1 min 56 s 00 |
| 5    | Roumanie    | Ioan Gherghel      | 1 min 56 s 10 |
| 6    | Chine       | Peng Wu            | 1 min 56 s 28 |
| 7    | Russie      | Nikolai Skvortsov  | 1 min 57 s 16 |
| 8    | États-Unis  | Tom Malchow        | 1 min 57 s 48 |

### 200 mètres papillon femmes
| Rang | Pays       | Athlète            | Temps         |
| ---- | ---------- | ------------------ | ------------- |
| 1    | Pologne    | Otylia Jędrzejczak | 2 min 06 s 05 |
| 2    | Australie  | Petria Thomas      | 2 min 06 s 36 |
| 3    | Japon      | Yuko Nakanishi     | 2 min 08 s 04 |
| 4    | États-Unis | Kaitlin Sandeno    | 2 min 08 s 18 |
| 5    | Australie  | Felicity Galvez    | 2 min 09 s 28 |
| 6    | Danemark   | Mette Jacobsen     | 2 min 10 s 01 |
| 7    | Italie     | Paola Cavallino    | 2 min 10 s 14 |
| 8    | Hongrie    | Éva Risztov        | 2 min 10 s 58 |

## 4 nages

### 200 mètres 4 nages hommes
| Rang | Pays              | Athlète             | Temps              |
| ---- | ----------------- | ------------------- | ------------------ |
| 1    | États-Unis        | Michael Phelps      | 1 min 57 s 14 (OR) |
| 2    | États-Unis        | Ryan Lochte         | 1 min 58 s 78      |
| 3    | Trinité-et-Tobago | George Bovell       | 1 min 58 s 80      |
| 4    | Hongrie           | László Cseh         | 1 min 58 s 84      |
| 5    | Brésil            | Thiago Perreira     | 2 min 00 s 11      |
| 6    | Japon             | Takahiro Mori       | 2 min 00 s 60      |
| 7    | Lituanie          | Vytautas Janušaitis | 2 min 01 s 20      |
| 8    | Japon             | Jiro Miki           | 2 min 02 s 16      |

### 200 mètres 4 nages femmes
| Rang | Pays       | Athlète          | Temps              |
| ---- | ---------- | ---------------- | ------------------ |
| 1    | Ukraine    | Jana Klotschkowa | 2 min 11 s 14      |
| 2    | États-Unis | Amanda Beard     | 2 min 11 s 70 (AM) |
| 3    | Zimbabwe   | Kirsty Coventry  | 2 min 12 s 72 (AF) |
| 4    | Hongrie    | Agnes Kovacs     | 2 min 13 s 58      |
| 5    | Allemagne  | Teresa Rohmann   | 2 min 13 s 70      |
| 6    | Australie  | Lara Carroll     | 2 min 13 s 74      |
| 7    | États-Unis | Katie Hoff       | 2 min 13 s 97      |
| 8    | Roumanie   | Beatrice Caslaru | 2 min 15 s 40      |

### 400 mètres 4 nages hommes
| Rang | Pays       | Athlète           | Temps              |
| ---- | ---------- | ----------------- | ------------------ |
| 1    | États-Unis | Michael Phelps    | 4 min 08 s 26 (WR) |
| 2    | États-Unis | Erik Vendt        | 4 min 11 s 81      |
| 3    | Hongrie    | László Cseh       | 4 min 12 s 15      |
| 4    | Italie     | Alessio Boggiatto | 4 min 12 s 28      |
| 5    | Tunisie    | Oussama Mellouli  | 4 min 14 s 49 (AF) |
| 6    | Grèce      | Ioannis Kokkodis  | 4 min 18 s 60      |
| 7    | Japon      | Jiro Moki         | 4 min 19 s 97      |
| 8    | Australie  | Travis Nederpelt  | 4 min 20 s 08      |

### 400 mètres 4 nages femmes
| Rang | Pays         | Athlète               | Temps              |
| ---- | ------------ | --------------------- | ------------------ |
| 1    | Ukraine      | Jana Klotschkowa      | 4 min 34 s 83      |
| 2    | États-Unis   | Kaitlin Sandeno       | 4 min 34 s 95 (AM) |
| 3    | Argentine    | Georgina Bardach      | 4 min 37 s 51      |
| 4    | Hongrie      | Éva Risztov           | 4 min 39 s 29      |
| 5    | Brésil       | Joanna Melo           | 4 min 40 s 00      |
| 6    | Allemagne    | Nicole Hetzer         | 4 min 40 s 20      |
| 7    | Corée du Sud | Nam Yoo-Sun           | 4 min 50 s 35      |
| 8    | Grèce        | Vasiliki Angelopoulou | 4 min 50 s 85      |

### 4 × 100 mètres 4 nages hommes
| Rang | Pays        | Athlète                                                              | Temps              |
| ---- | ----------- | -------------------------------------------------------------------- | ------------------ |
| 1    | États-Unis  | Aaron Peirsol, Brendan Hansen, Ian Crocker, Jason Lezak              | 3 min 30 s 68 (WR) |
| 2    | Allemagne   | Steffen Driesen, Jens Kruppa, Thomas Rupprath, Lars Conrad           | 3 min 33 s 62 (ER) |
| 3    | Japon       | Tomomi Morita, Kosuke Kitajima, Takashi Yamamoto, Yoshihiro Okumura  | 3 min 35 s 22 (AS) |
| 4    | Russie      | Arkadi Wjatschanin, Roman Sludnov, Igor Martschenko, Aleksandr Popov | 3 min 35 s 91      |
| 5    | France      | Simon Dufour, Hugues Duboscq, Franck Esposito, Frédérick Bousquet    | 3 min 36 s 57      |
| 6    | Ukraine     | Pawlo Illitschow, Oleh Lisohor, Andrij Serdinow, Jurij Jegoschin     | 3 min 36 s 87      |
| 7    | Hongrie     | László Cseh, Richárd Bodor, Gáspár, Attila Zubor                     | 3 min 37 s 46      |
| 8    | Royaume-Uni | Gregor Tait, James Gibson, James Hickman, Matthew Kidd               | 3 min 37 s 77      |

### 4 × 100 mètres 4 nages femmes
| Rang | Pays        | Athlète                                                              | Temps              |
| ---- | ----------- | -------------------------------------------------------------------- | ------------------ |
| 1    | Australie   | Giaan Rooney, Leisel Jones, Petria Thomas, Jodie Henry               | 3 min 57 s 32 (WR) |
| 2    | États-Unis  | Natalie Coughlin, Amanda Beard, Jenny Thompson, Kara Lynn Joyce      | 3 min 59 s 12      |
| 3    | Allemagne   | Antje Buschschulte, Sarah Poewe, Franziska van Almsick, Daniela Götz | 4 min 00 s 72 (ER) |
| 4    | Chine       | Chen Xiujun, Luo Xuejuan, Zhou Yafei, Zhu Yingwen                    | 4 min 03 s 35      |
| 5    | Japon       | Reiko Nakamura, Masami Tanaka, Junko Onishi, Tomoko Nagai            | 4 min 04 s 83      |
| 6    | Pays-Bas    | Stefanie Luiken, Madelon Baans, Inge de Bruijn, Marleen Veldhuis     | 4 min 07 s 36      |
| 7    | Espagne     | Nina Zhivanevskaya, Sara Pérez, Maria Pelaez, Tatiana Rouba          | 4 min 07 s 61      |
|      | Royaume-Uni | Katy Sexton, Kirsty Balfour, Georgina Lee, Kathryn Evans             | disqualifiées      |

## Autres épreuves
- Natation synchronisée aux Jeux olympiques de 2004, résultats détaillés
- Plongeon aux Jeux olympiques de 2004, résultats détaillés
- Water-polo aux Jeux olympiques de 2004, résultats détaillés